# Rolf Kasparek
Rolf Kasparek, jinak zvaný Rock 'n' Rolf (1. července 1964, Hamburk, Německo) je německý metalový zpěvák, kytarista a skladatel, nejznámější jako frontman powermetalové skupiny Running Wild.

## Kariéra
V roce 1976 Rolf založil skupinu s názvem Granite Hearts, která se v roce 1979 přejmenovala na Running Wild podle písně od Judas Priest z alba Killing Machine. Také navrhl logo a maskota Running Wild Adriana.
Od druhého alba Branded and Exiled je hlavním skladatelem skupiny Running Wild.
Rolf je známý velkou sbírkou pirátských a indiánských kostýmů a historických uniforem, jež často používá na albech a koncertech.[zdroj⁠?!]
Rolf v roce 1990 produkoval album Angel on the Run pro skupinu Kreyson.
V roce 2009 se Running Wild po festivalu Wacken Open Air rozpadli a Rolf s kytaristou Peterem Jordanem založili novou skupinu s názvem Giant X, která hrála hard rock 70. a 80. let.
V roce 2011 Rolf oznámil, že Running Wild bude pokračovat.

## Diskografie
- Gates to Purgatory (1984)
- Branded and Exiled (1985)
- Under Jolly Roger (1987)
- Port Royal (1988)
- Death or Glory (1989)
- Blazon Stone (1991)
- Pile of Skulls (1992)
- Black Hand Inn (1994)
- Masquerade (1995)
- The Rivalry (1998)
- Victory (2000)
- The Brotherhood (2002)
- Rogues en Vogue (2005)
- Shadowmaker (2012)
- Resilient (2013)
- Rapid Foray (2016)
- Blood on Blood (2021)